# Schloss Mesothen

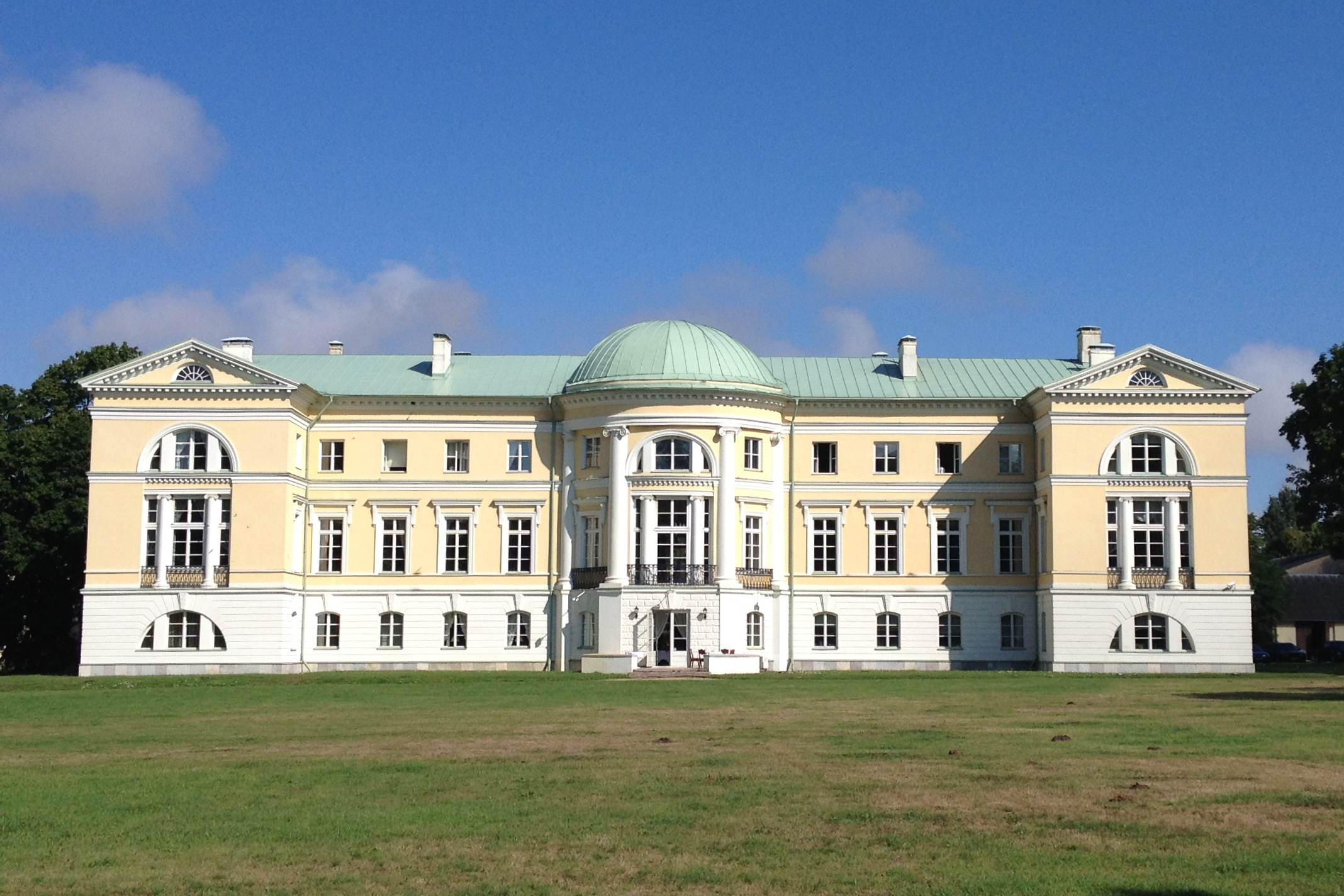
Schloss Mesothen, Südfassade

Schloss Mesothen (lettisch Mežotnes pils) ist ein Schloss in Mesothen nahe Bauske in Semgallen und gilt als eines der herausragenden klassizistischen Bauwerke in Lettland.

## Geschichte

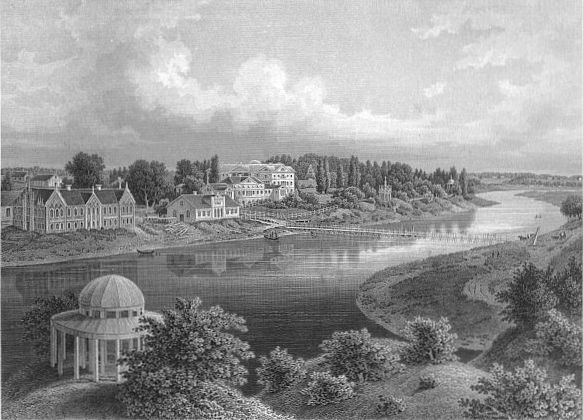
Schloss Mesothen und die kurländische Aa, Ansicht aus dem 19. Jahrhundert

Im Jahr 1795 gewährte Zarin Katharina II. der Erzieherin ihrer Enkel, Charlotte von Lieven, das Nießrecht für das Gut in Mesothen. Zar Paul I. verwandelte dieses in ein Erbrecht der Familie Lieven und erhob Charlotte von Lieven 1799 zu einer Gräfin. Im Jahr 1826 erhob deren Ziehsohn, Zar Nikolaus I., sie zu einer Prinzessin. Charlotte von Lieven lebte mit der Zarenfamilie in Sankt Petersburg. Nur einmal besuchte sie ihren Besitz in Mesothen: Im Jahr 1818 begleitete sie Maria Feodorovna auf ihrer Reise nach Deutschland und nächtigte dort am 2. September. Nach Charlottes Tod 1828 erbte ihr Sohn Johann das Anwesen.
Der Bau des Schlosses begann im Jahr 1797 unter Leitung von Johann Georg Berlitz und war 1802 abgeschlossen. Berlitz arbeitete nach Entwürfen von Giacomo Quarenghi und wandelte diese etwas ab, indem er das Schloss mit Seitenflügeln ausstattete. Ein englischer Landschaftspark und weitere Gebäude wurden zum Ensemble hinzugefügt. Das bestehende, alte Herrenhaus auf dem Schlossareal wurde renoviert und zum Haus des Verwalters umfunktioniert.
1881 erbte Paul Lievens Sohn Anatol das Schloss, das 1919 durch Plünderungen der Armee von Pawel Michailowitsch Bermondt-Awaloff schwer beschädigt wurde. Im Jahr 1920 wurde Anatol Lieven im Zuge der lettischen Bodenreform enteignet.
Während des Zweiten Weltkriegs wurde das Schloss 1944 durch sowjetischen Artilleriebeschuss teilweise zerstört, ehe es 1946 der lettischen landwirtschaftlichen Versuchsanstalt übertragen wurde. Eine Restaurierung begann Ende 1958. Im Jahr 1996 kam das Schloss an die staatliche Immobilienverwaltung, die es ab 2001 erneut restaurierte. Heute ist dort ein Hotel untergebracht.

## Beschreibung

### Architektur
Die Nordfassade hat einen Säulenportikus, der ganz dem Stil des Architekten Giacomo Quarenghi entspricht. Das Piano nobile befindet sich im ersten Geschoss. Es ist aus dem Erdgeschoss über eine Treppe aus der zweiten Hälfte des 19. Jahrhunderts erreichbar. Der zentrale Kuppelsaal ist vom Pantheon in Rom inspiriert und erstreckt sich über zwei Stockwerke. Er bildet das Zentrum des Schlosses, von dem verschiedene Salons und das Speisezimmer zugänglich waren. Wohnung und Gästezimmer befanden sich früher im zweiten Obergeschoss.

### Schlosspark
Der Schlosspark im Stil eines englischen Landschaftsgartens erstreckt sich hinter dem Haus bis zum Fluss Lielupe (kurländische Aa).